# Pozo Izquierdo

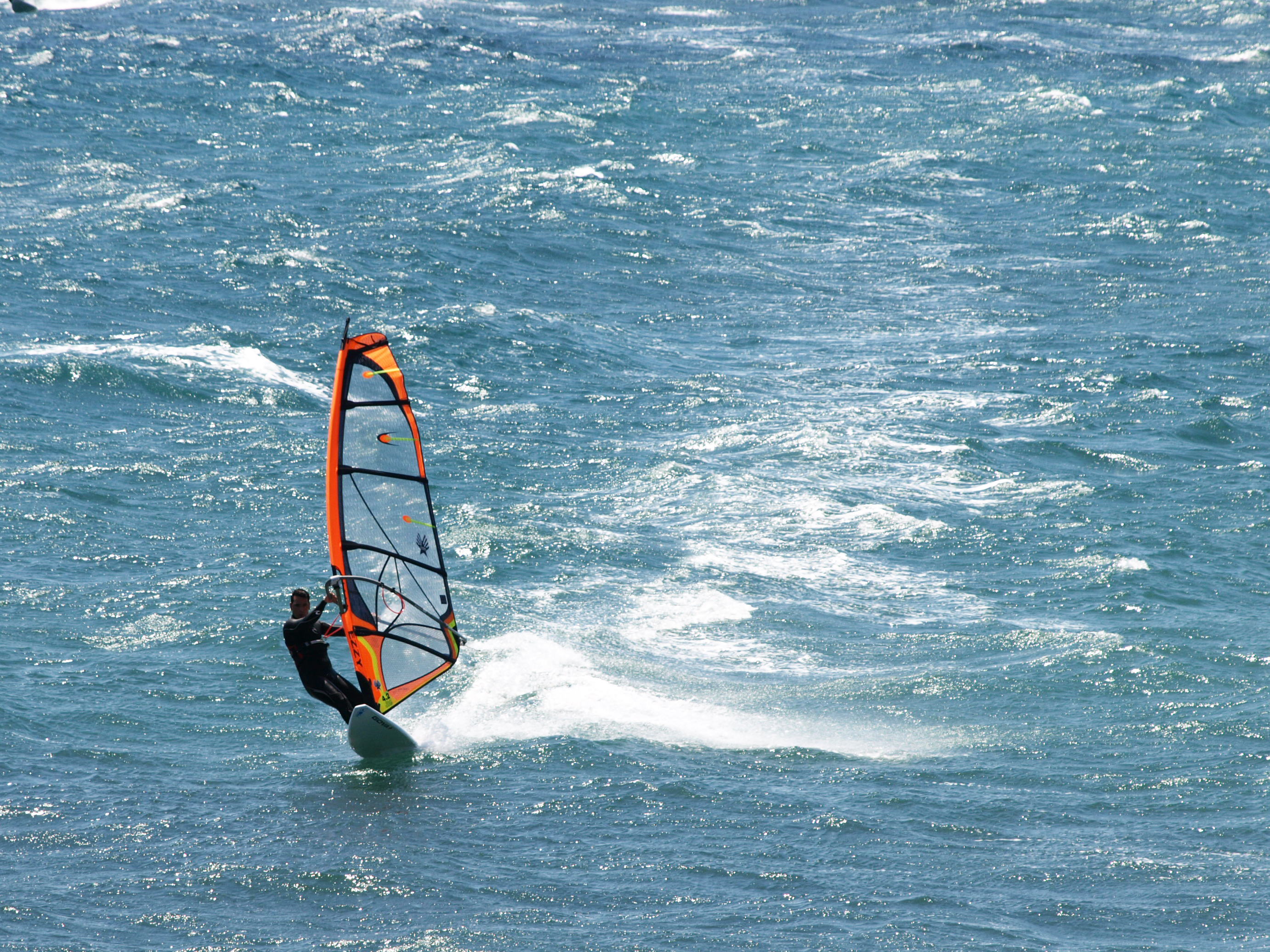

Pozo Izquierdo è una località costiera del Sud Est dell'Isola di Gran Canaria (Spagna) che fa parte del municipio di Santa Lucía de Tirajana. Deve il suo nome alla presenza di un pozzo nelle immediate vicinanze della spiaggia.

## La spiaggia
La spiaggia di Pozo Izquierdo (El Arenal) è nota per le condizioni particolarmente idonee alla pratica del windsurf. Per questo motivo è una delle tappe principali del Campionato Mondiale di Windsurf. Nelle sue acque sono cresciuti i campioni del mondo Björn Dunkerbeck e le gemelle Daida Ruano Moreno e Iballa Ruano Moreno.
A Pozo si può praticare il windsurf per tutta l'estate con venti forti e formazione d'onda. D'inverno il vento è meno forte, ma c'è più formazione d'onda.